# Kassina fusca
Kassina fusca là một loài ếch thuộc họ Hyperoliidae.
Loài này có ở Burkina Faso, Bờ Biển Ngà, Ghana, Mali, Niger, Nigeria, Senegal, có thể cả Bénin, có thể cả Gambia, có thể cả Guinea, có thể cả Guinea-Bissau, và có thể cả Togo.
Môi trường sống tự nhiên của chúng là xavan khô, xavan ẩm, vùng cây bụi khô khu vực nhiệt đới hoặc cận nhiệt đới, hồ nước ngọt có nước theo mùa, đầm nước ngọt có nước theo mùa, và vùng đồng cỏ.